# Burastan
Burastan (in armeno Բուրաստան?, in passato Karagamzalu e Tamamlu) è un comune dell'Armenia di 1 887 abitanti (2008) della provincia di Ararat.